# Johnny Ramone

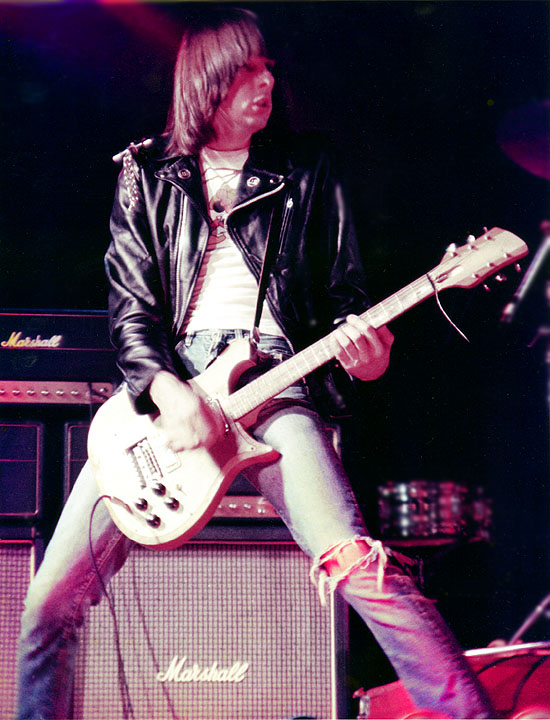
Johnny Ramone bei einem Live-Auftritt der Ramones 1978 in Toronto, hier untypischerweise mit einer E-Gitarre der Marke Rickenbacker

Johnny Ramone, eigentlich John Cummings, (* 8. Oktober 1948 in Long Island, New York; † 15. September 2004 in Los Angeles, USA) war Gitarrist der Punkband Ramones. Neben dem Sänger Joey Ramone war er das einzige Mitglied, das der Formation von der Gründung 1974 bis zur Auflösung 1996 ununterbrochen angehörte.

## Leben und Werk

### Jugend
John Cummings wuchs als einziges Kind einer Arbeiterfamilie im New Yorker Stadtteil Queens auf. Einen besonderen Einfluss auf seine Entwicklung hatte die autoritäre Erziehung durch seinen Vater, von Beruf Bauarbeiter, dessen von bedingungsloser Disziplin geprägtes Arbeitsethos Johnny später in seiner Führungsrolle bei den Ramones übernahm.
Seine ersten musikalischen Erfahrungen machte Johnny etwa Mitte der 1960er Jahre an der Forest Hills Highschool in Queens – als Bassist der Schülerband „Tangerine Puppets“. Hier traf er auch zum ersten Mal auf Thomas Erdelyi, der in der Band Gitarre spielte und später unter dem Namen Tommy Ramone als Schlagzeuger und Produzent der Ramones bekannt wurde. Ebenfalls an dieser Highschool (an der er nach eigener Aussage keinen einzigen Schultag fehlte) befreundete er sich mit Douglas Colvin, später bekannt als Dee Dee Ramone, und kam in Kontakt mit Jeffrey Hyman (später Joey Ramone), den er jedoch zunächst als vermeintlichen „Hippie“ ablehnte.
Spätestens nach seinem Schulabschluss pflegte Johnny für mehrere Jahre ein seinen späteren Eigenschaften genau entgegengesetztes Verhalten – das eines Herumtreibers und jugendlichen Straftäters (juvenile delinquent). Über diese Zeit gestand er später in Interviews: “I was bad – every minute of the day, from the time I woke up until the time I went to bed.” (deutsch: „Ich war schlimm – den ganzen Tag lang, vom Aufwachen bis zum Schlafengehen“). Im Alter von zwanzig Jahren vollzog er jedoch nahezu von einem Tag auf den anderen eine radikale Kehrtwende, schwor Alkohol und anderen Drogen ab, begann ein von Selbstdisziplin bestimmtes Leben zu führen – und wurde Bauarbeiter wie sein Vater.
Einige Jahre später traf er Douglas Colvin wieder, und die beiden kauften sich Gitarren, um eine Band zu gründen – die Band, aus der im Februar 1974 die Ramones hervorgingen.

### Musikalischer Einfluss

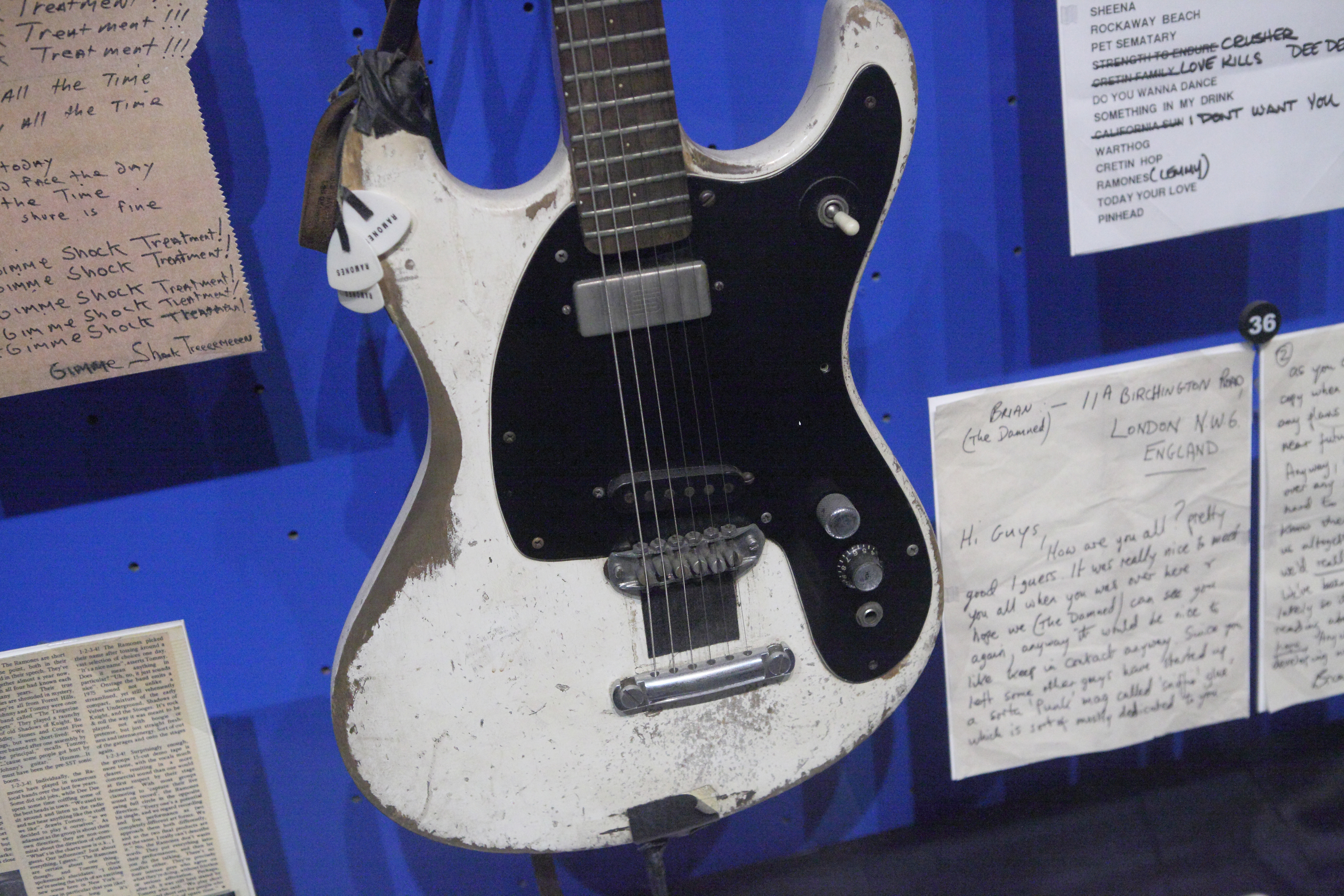
Johnny Ramones E-Gitarre vom Typ Mosrite Ventures II, von ihm gespielt von 1977 bis zur Auflösung der Band im Jahr 1996, ausgestellt in der Rock and Roll Hall of Fame (2014). Deutlich zu erkennen sind die durch jahrelanges Spielen des Instruments entstandenen Abnutzungserscheinungen

Johnny Ramone prägte den Sound der Ramones maßgeblich durch seine Spieltechnik. Charakteristisch für ihn war die fast ausschließliche Verwendung von Barré-Griffen und die Beschränkung auf den Abschlag („downstroke“) beim Akkordspiel. Auch Ramones-Bassist Dee Dee wurde von ihm auf das reine Abschlagspiel hin instruiert. Mit dem Auslassen des Aufschlags verzichtete er auf einen vollen, schweren Sound (wie etwa beim Hard Rock) und erzielte einen eher transparenten Klang mit treibendem Charakter, der bei hohen Tempi den Eindruck von hektischer Nervosität vermitteln konnte. Die Musikpresse verglich den Sound mit dem einer Motorsäge.
Ausschlaggebend für das Klangbild war auch die Verwendung von E-Gitarren der Marke Mosrite, die in den 1960er-Jahren vor allem durch Surf-Bands wie die Ventures populär wurden. Johnny spielte im Laufe seiner Karriere nahezu ausschließlich Gitarren desselben, nach seinen Bedürfnissen modifizierten Modells – der Mosrite Ventures II, deren charakteristische asymmetrische Korpusform zu seinem Markenzeichen wurde – und verzichtete auf jeglichen Einsatz von Klangfiltern und Effektgeräten. Auch Solo-Spiel wurde von ihm weitestgehend abgelehnt und ist auf den ersten drei Studioalben sowie auf Liveaufnahmen der Ramones auch nicht zu finden. Spieltechniken, die er selbst nicht oder nur unzureichend beherrschte, ließ er bei Studioaufnahmen von anderen Gitarristen einspielen und stellte das Ergebnis über sein Ego.
Über die Jahrzehnte hinweg verfolgte Johnny Ramone die Konzentration auf einen puristischen und minimalistischen Gitarrensound. Die vereinzelte Verwendung von Keyboards und Synthesizern bei Studioaufnahmen der Ramones hat er stets kritisiert.
In der im Jahr 2003 veröffentlichten Liste des US-Musikmagazins Rolling Stone The 100 Greatest Guitarists of All Time wird Johnny Ramone auf Platz 16 geführt – mit der Begründung, er habe „die Punk-Rock-Gitarre erfunden“. In einer neueren Liste aus dem Jahr 2011 belegt er Platz 28. Eine seiner insgesamt neun E-Gitarren der Marke Mosrite wurde im Januar 2015 von einem US-amerikanischen Auktionshaus für den Erlös von knapp 72.000 US-Dollar versteigert.

### Rolle in der Band
Innerhalb der Gruppe nahm Johnny, spätestens seit dem Ausscheiden von Tommy Ramone 1978, die Funktion eines künstlerischen Leiters ein, der den Werdegang und Erfolg der Ramones maßgeblich bestimmte. Er selbst verglich die Band mit einem Baseball-Team, in welchem er die Rolle eines autoritären Trainers innehatte.

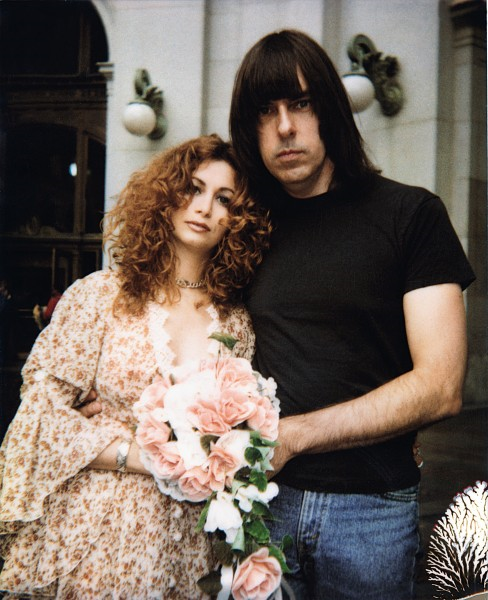
Linda und Johnny Ramone

Für bandinternen Konfliktstoff sorgte Anfang der 1980er-Jahre die Tatsache, dass Johnny Joey Ramone dessen Freundin und große Liebe Linda Danielle ausspannte (die Johnny Ende der 1990er auch heiratete). Seit diesem Ereignis haben Johnny und Joey Ramone so gut wie nicht mehr miteinander gesprochen, obwohl sie weiterhin als Band auf Tournee waren. Die Begebenheit wurde von Joey Ramone im Songtext von The KKK Took My Baby Away thematisiert, mit KKK (Ku-Klux-Klan) spielte er auf Johnnys politisch konservative Einstellung an. Trotz oder gerade wegen dieser Animosität gehörte der Song zum festen Repertoire der Band.
Eine ähnliche Konstellation ergab sich, als US-Präsident Ronald Reagan im Rahmen eines Staatsbesuchs in Deutschland den Soldatenfriedhof von Bitburg besuchte und dort die Bitburg-Kontroverse auslöste; insbesondere in den USA wurde kritisiert, dass er damit eine Gedenkstätte gewählt hatte, auf der auch Mitglieder der Waffen-SS bestattet waren. Joey schrieb als Reaktion den Songtext Bonzo Goes to Bitburg, eine Anspielung auf die Filmkomödie Bedtime for Bonzo von 1951, in der Schauspieler Reagan neben einem Schimpansen auftrat. Auf Johnnys Drängen (“You can’t call my president a monkey!”) musste der Titel des Stücks in My Brain is Hanging Upside Down abgeändert werden. Trotz seiner persönlichen Wertschätzung für Reagan spielte Johnny auch diesen Song – seinem Selbstverständnis nach hatte er seine persönlichen Empfindungen den Erfordernissen der Ramones unterzuordnen.

### Privatleben
Als Fan der Baseball-Mannschaft New York Yankees bestimmte Johnny Ramone den Tourneeplan der Band dahingehend, dass Reisen außerhalb der USA nur nach Abschluss der Baseball-Saison stattfanden. Wenn es nicht anders ging, sah er sich die Spiele während der Ramones-Auftritte auf einem seitlich auf der Bühne stehenden Fernseher an, ohne dass sein Gitarrenspiel dadurch beeinträchtigt wurde.
Johnny Ramone war Mitglied der National Rifle Association (NRA) und – untypisch für einen Musiker aus dem Umfeld des Punk-Rock – Anhänger der US-amerikanischen Republikanischen Partei.
Am 16. Juni 2004 wurde im Rolling-Stone-Magazin bekanntgegeben, dass Johnny Ramone, bei dem vier Jahre zuvor Prostatakrebs diagnostiziert worden war, den Kampf gegen die Krankheit verlieren würde, denn der Krebs habe nun den ganzen Körper befallen. Johnny Ramone starb am 15. September 2004 in Los Angeles im Kreise von Freunden und Familie an seiner Krankheit. Johnny Ramone wurde eingeäschert und die Asche verblieb bei seiner Frau Linda. Zu Ehren des Gitarristen wurde auf dem Hollywood Forever Cemetery, auf dem auch Dee Dee Ramone beerdigt wurde, ein Kenotaph sowie eine Bronzeplastik mit Sockel und Gedenkplakette errichtet; die überlebensgroße Statue stellt ihn in typischer Bühnenpose dar.

### Ehrungen, Auszeichnungen
- Im Jahr 2002 wurde Johnny Ramone gemeinsam mit anderen Mitgliedern der Ramones in die Rock and Roll Hall of Fame aufgenommen.
- Für sein Lebenswerk erhielt er im Jahr 2011 – ebenfalls gemeinsam mit anderen Mitgliedern der Ramones – posthum einen besonderen Grammy, den Lifetime Achievement Award der National Academy of Recording Arts and Sciences.

### Sonstiges
- John Cummings’ private musikalische Vorliebe galt Elvis Presley.
- Persönliches Markenzeichen war das Tragen von T-Shirts mit höchst kontroversen und provokanten Botschaften oder Aussagen. Beispiel: “Kill a Commie for Mommy”.
- Im Jahr 2001 brachte der japanische Gitarrenhersteller Fillmore Company Ltd. ein lizenziertes Sondermodell Mosrite Johnny Ramone Signature auf den Markt – eine autorisierte und originalgetreue Replik der von Johnny Ramone modifizierten Ventures II.
- Eddie Vedder war eng mit Johnny Ramone befreundet.
- Der österreichische Singer und Songwriter Der Nino aus Wien widmete ihm die Single Johnny Ramone.
- 2001 spielte er im Film Náufragos – Gestrandet die Rolle des Lowell.
- Johnny stand insgesamt 2.263 mal mit den Ramones auf der Bühne, bevor die Band sich 1996 auflöste.[14]